# Louis Berdez
Louis Berdez (* 29. Dezember 1839 in Vevey; † 11. März 1905 in Menton) war ein Schweizer Theologe, Jurist und Politiker.

## Biografie
Louis Berdez studierte an den Universitäten Basel, Heidelberg und Lausanne Theologie. In Heidelberg wurde er 1859 Mitglied des Corps Helvetia. Das Theologiestudium schluss er 1863 mit dem Lizenziat ab. Anschliessend begann er in Lausanne das Studium der Rechtswissenschaften, zu dessen Fortsetzung er abermals nach Heidelberg und später Paris ging. 1866 erwarb er auch das Lizenziat der Rechte. Nach dem Studium liess er sich im Kanton Waadt nieder, wo er 1868 das Anwaltspatent erhielt. 1898 war er Vorsitzender der Anwaltskammer.
Dem Grossen Rat des Kantons Waadt gehörte Berdez von 1870 bis 1885 und von 1889 bis 1897 als liberaler Abgeordneter an. Durch seine Interpellation von 1892 im waadtländischen Kantonsparlament kam es zur Ablösung der radikalen Regierung durch eine liberale. Berdez setzte sich auf Kantonsebene für eine Stärkung der Volksrechte ein. Von 1884 bis 1885 war er Vizepräsident des Verfassungsrats der neuen Verfassung von 1885.
Dem Schweizer Nationalrat gehörte Berdez von 1873 bis 1877 an. Er wandte sich gegen die Verfassungsreform von 1872 und den Gotthardkompromiss. In der Wahl zum Schweizer Bundesrat von 1881 scheiterte er nur knapp.
Berdez zählt zu den herausragenden Vertretern des Liberalismus im Kanton Waadt.